# Hyphalus crowsoni
Hyphalus crowsoni är en skalbaggsart som beskrevs av Carles Hernando och Ignacio Ribera 2000. Hyphalus crowsoni ingår i släktet Hyphalus och familjen lerstrandbaggar. Inga underarter finns listade i Catalogue of Life.